# Zyras bangmaicus
Zyras bangmaicus Assing, 2016 è un coleottero appartenente alla famiglia Staphylinidae.

## Etimologia
Il nome deriva dal termine aggettivato bangmaicus, in riferimento alla località di rinvenimento: il monte cinese Bang-ma Shan, corredato dall'apposito suffisso -icus.

## Caratteristiche
L'olotipo maschile rinvenuto ha una lunghezza totale di 7,5mm.

## Distribuzione
L'olotipo maschile è stato reperito nella Cina meridionale: a 2150 metri di altitudine sul monte Bang-ma Shan, 33 chilometri a sudsudovest della città-prefettura di Lincang, appartenente alla provincia dello Yunnan.

## Tassonomia
Al 2017 non sono note sottospecie e dal 2016 non sono stati esaminati nuovi esemplari.